# 대한민국 형법 제290조
대한민국 형법 제290조는 약취, 유인, 매매, 이송 등 상해·치상에 대한 형법각칙의 조문이다. 미수범을 처벌하며 대한민국 영역 밖에서 죄를 범한 외국인에게도 적용한다.

## 조문
제290조(약취, 유인, 매매, 이송 등 상해·치상) ① 제287조부터 제289조까지의 죄를 범하여 약취, 유인, 매매 또는 이송된 사람을 상해한 때에는 3년 이상 25년 이하의 징역에 처한다.
② 제287조부터 제289조까지의 죄를 범하여 약취, 유인, 매매 또는 이송된 사람을 상해에 이르게 한 때에는 2년 이상 20년 이하의 징역에 처한다.
[전문개정 2013.4.5]

## 참고 문헌
- 김재윤(학원인), 손동권 저, 새로운 형법각론, 율곡출판사, 2013. ISBN 9788997428342

## 같이 보기
- 인신매매

1. ↑  대한민국 형법 제296조의2